# 陈嘉庚
陳嘉庚（1874年10月21日—1961年8月12日），原名甲庚，字科次，福建同安人，華人企業家，慈善家，華僑領袖。中华人民共和国政治人物，原副国级领导人。

陈嘉庚與東南亞的華僑為中國國民黨抗清革命、北伐、抗日提供资金，组织「南洋華僑籌賑祖國難民總會」，動員南洋華僑踴躍捐款，購買救國公債，選送華僑司機回國，在滇緬公路運輸抗戰物資，為中国抗日战争作出了貢獻。同時，他於福建創辦廈門大學，是第一個近代華僑創辦之學府。
中華人民共和國成立后，出資興建鹰厦鐵路，成為中國第一條由民間人士出資興建的鐵路。

## 生平

### 新加坡創業
陳嘉庚是福建省泉州府同安县明盛鄉仁德里（今厦门市集美区集美街道潯江社區）人，生於1874年10月21日。父親陳杞柏早年下南洋謀生，在新加坡經營「顺安號」米店。陳嘉庚17歲也來到父親的米店學習經營管理，20歲回福建完婚，然後又在家鄉讀書一年，22歲時再次回新加坡管理米店。
1905年春，由於米店歇業，陳嘉庚自立門戶創業。他先開設「新利川黄梨廠」生產菠蘿罐頭，後繼承遺產「日新公司」（生產菠蘿罐頭），經營了三個月便獲利豐厚。當年夏天他又開設了「謙益號」米店，不久由於看到其他華僑陳齊賢、林文慶、楊焜郡等人在橡膠業成功，決定經營橡膠種植業。1910年代，陳嘉庚與余東旋大力發展橡膠事業，成為當時馬來亞最富有的兩位華僑。經過15年的發展，到1925年時陳嘉庚已擁有1萬5千英畝的橡膠園，是當地華僑中最大的樹膠種植者之一。同時他也開設了橡膠製造廠，生產膠鞋、輪胎等產品。陳嘉庚的產業中三大支柱為橡膠園、生膠廠和膠品製造廠。另外他還經營菠蘿罐頭、冰糖、肥皂、藥品、皮革等等十餘種產業。他的銷售網點遍佈東南亞各大城市以及香港、上海、廈門、廣州等地。1923年到1925年間是陳嘉庚公司發展的鼎盛時期，當時他擁有資產1千5百萬叻幣（新加坡貨幣，以下同），3年中他獲利1,070萬元左右，僱用員工數萬人，其經濟勢力稱霸整個東南亞。此外，他在香港及中國大陸擁有許多企業，譬如香港的集友銀行。
到了1929年，世界各地陸續爆發農產品價格下跌，逐漸形成世界經濟大蕭條，繼而沉重打擊已經達到飽和的橡膠業；在美國汽車業減產的情況下，亦直接影響馬來亞外銷的輪胎需求。連番出現不景氣的橡膠業，促使不少華商破產收場，當中亦包括陳嘉庚和林義順等大企業家，他們旗下的橡膠事業亦一步步倒閉，陳嘉庚當時亦面對著日本舶來品及當地橡膠業對手的強大競爭。陳嘉庚的公司在當時已累積欠下銀行債務近4百萬元，而公司資產僅2百多萬元而已，已出現資不抵債的情況。直至1934年，陳嘉庚的商業王國可謂全面收盤。

### 兴办教育

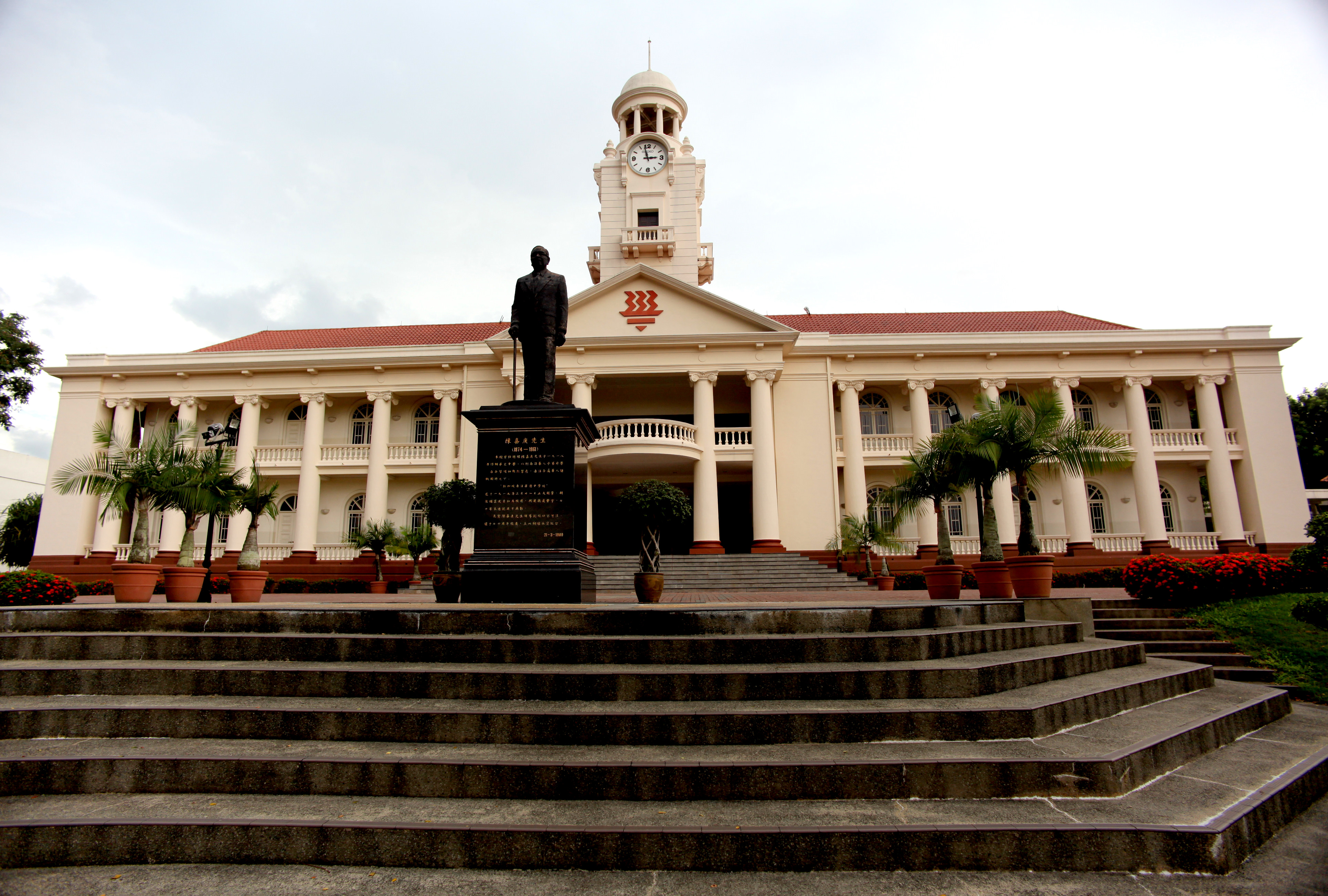
新加坡华侨中学主楼前的陈嘉庚塑像

尽管陈嘉庚已是南洋实业家，个人生活十分简朴。他的自传中写到，“我之个人家庭，年不过数千元，逐月薪水足以抵过。在集美建一住宅，不上一万元，他无所有。”但是他极具公益心，尤其对于兴办教育，非常热心。早在1913年，他就在家乡创办小学，1918年创办集美師範學校，并设立中学，附设男女小学和幼儿园。随着他的企业的兴旺发展，他又继续在集美开办水产航海学校，商业学校，农林学校，幼儿师范等，同时也设立了科学馆，图书馆和医院等，使集美成为了系统完整的学村。
陈嘉庚捐资办学的高峰是在1921年。他痛感福建教育落后和人才匮乏，投资100万元创办厦门大学。办学费用由他一人承担，包括大学的经营费用300万元，也由他分12年支付。
在新加坡，陈嘉庚对于华侨的教育也非常热心，1919年创办了新加坡南洋华侨中学（现为新加坡华侨中学）。南洋华侨中学是当时南洋地区华侨的最高学府，也是新加坡第一所华文中学。1941年，陈嘉庚创办了南侨师范学校，为投身教育的年轻教师提供培训。在新加坡抗日战争结束后，他又接连创办水产航海学校、南侨女子中学校（现为南侨中学）、光华学校、爱同学校等学校。当时有教会请陈嘉庚捐款10万元创办一所大学，陈嘉庚慨然答应，但提出要以兼设中文课程为条件。
陈嘉庚对于文化事业，也是积极支持。他支援了范长江、夏衍等人主办的“国际新闻社”和《华商报》等，还汇款支持邹韬奋复办《大众生活》周刊。
1955年设立“新加坡、香港基金”将他在新加坡仅有的少数资产指定为集美学校经费。
陈嘉庚一生所捐献的教育经费，总值在1,000万元以上，相当于他拥有的全部不动产。有人估计，如果他在当时买黄金，估计在1981年时的价值已达到1亿美元左右。陈嘉庚在给集美学校的一封信中这样写道：“教育不振则实业不兴，国民之生计日绌，……言念及此，良可悲也。吾国今处列强肘腋之下，成败存亡，千钧一发，自非急起力追，难逃天演之淘汰。鄙人所以奔走海外，茹苦含辛数十年，身家性命之利害得失，举不足撄吾念，独于兴学一事，不惜牺牲金钱，竭殚心力而为之，终日孜孜无敢逸豫者，正为此耳。”
「陳嘉庚獎金」被稱為中國的諾貝爾獎，它參照諾貝爾獎評獎方法，以促進中國科技事業發展為目的。該獎主要獎勵在物質科學、生命科學、地球科學、技術科學、農業科學和醫藥科學6個領域內有突出研究成果或重大發現的中國科學家。

### 政治捐獻

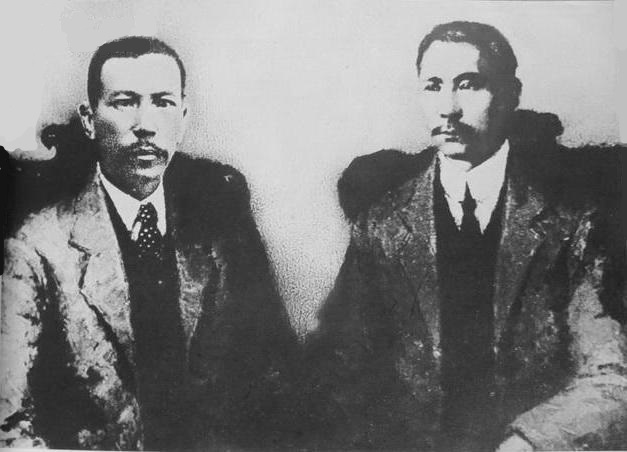
陈嘉庚与孙中山

陈嘉庚积极支持反清辛亥革命。孙中山在新加坡籌措革命經費時，被介紹給了陳嘉庚。陳嘉庚1910年加入同盟会。中華民國推翻清朝後，陈嘉庚担任福建“保安会”会长。
1928年國民革命軍北伐時發生济南惨案，南洋华侨掀起了声势浩大的声援运动，陈嘉庚担任“山东惨祸筹赈会”主席。1937年中華民國的抗日战争全面爆发，南洋华侨筹赈祖国难民总会（简称“南侨总会”）在英屬新加坡成立，陈嘉庚被推选为主席。陳嘉庚在南洋主持勸捐購買「救國公債」，1938年僅在馬來亞就募購公債1,500萬元，又為宋美齡任主席的重慶「難童保育會」和「寒衣募捐會」在馬來亞向華僑募捐500多萬元。據1940年國民黨軍政部長何應欽在國民參政會上報告：「1939年軍費為18億元，同年華僑匯回祖國之款達11億元，其中捐款約佔10％，而南洋華僑捐款佔華僑捐款總數的70％」。又組建南侨机工到滇緬公路運輸中華民國戰時物資。
1938年10月28日，重慶舉辦国民参政会第二次大会，他雖未能出席，以電報提案「一，日寇未退出我国土之前凡公务员对任何人谈和平条件概以汉奸国贼论；二，大中学校在抗战期间禁放暑假；三，长衣马褂限期废除以振我民族雄武精神，陈嘉庚叩有。」因為得到新加坡華僑支持，中國國民黨主戰派勢力大增，動搖者不敢聲言主和。
1940年3月，66岁的陈嘉庚率领「南洋華僑回國慰問視察團」，慰劳前线的抗日将士与后方军民。在访问了中华民国重庆国民政府后，于1940年5月31日率团抵达延安，当时在延安华侨青年200余名。在访问延安期间，陈嘉庚参加了4次群众集会，同毛泽东、朱德和其他中共党政领导人多次会晤，深入交谈，参观抗日军政大学等处。延安为陈嘉庚先生举行了欢迎与欢送大会。在国民参政会第二次大会上提出“敌未出国土前，言和即汉奸”的著名提案，反对任何对日妥协。
1941年，日军占领新加坡，陈嘉庚辗转到印尼等地避难，在此期间寫成《南侨回忆录》。
1947年组织“新加坡华侨各界促进祖国和平民主联合会”（简称“民联社”），积极声援民主党派关于制止内战的斗争。1949年5月，陈嘉庚应毛泽东的邀请参加中国人民政治协商会议筹备会议，同年9月，以华侨首席代表身份参加中国人民政治协商会议。10月1日，在天安门城楼参加了中华人民共和国开国大典。

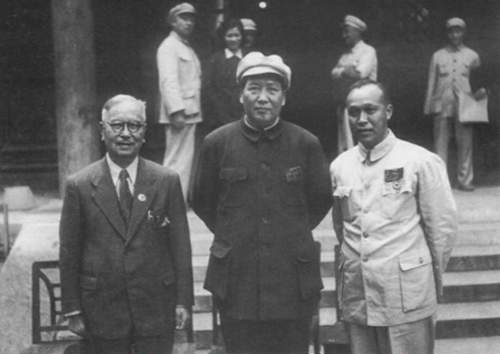
1949年6月，毛泽东在中南海勤政殿前与陈嘉庚（左）、庄明理合影

1950年，陈嘉庚定居中華人民共和國。接著历任中央人民政府委员，中国人民政治协商会议第一届全国委员会常务委员，中央华侨事务委员会委员，华东行政委员会副主席，中華全國歸國華僑聯合會主席，第一届全国人大常委会委员，政协第三届全国委员会副主席等职务。1954年9月，他出席第一届全国人大第一次会议讨论宪法草案，期间并发言。
1961年8月12日，陈嘉庚病逝于北京，享年87岁。葬于福建集美鳌园。葬禮由周恩來總理主持，毛澤東主席親筆題詞。毛澤東給予陳嘉庚「華僑旗幟，民族光輝」的題詞，亦成為中共中央對陳嘉庚的官方評價。

### 紀念
1990年3月11日，国际小行星命名委员会将第2963号小行星命名为“陈嘉庚星”，并在国际《小行星通报》上发布。
新加坡多處地名以陳嘉庚（Tan Kah Kee）命名，此拼寫源於他母語閩南語白話字Tân Kah-kiⁿ。2015年新加坡陳嘉庚站以其命名。2019年6月10日新加坡金融管理局发行的新加坡开埠200周年纪念钞印有陈嘉庚等头像。
設立在廈門市集美區的陳嘉庚紀念館於2009年開放。紀念館附近亦有以陈嘉庚命名的“嘉庚体育馆”和以此命名的BRT车站。
动物学家伍献文将其发现的两种物种用陈嘉庚的名字命名，包括嘉庚水母（Acromitus tankahkeei）和陈氏新银鱼（Neosalanx tangkahkeii），其种加词来自陈嘉庚的闽南语读法tan kah kee。

## 家族
共17名子女：
- 妻同鄉同安人（今厦门市同安区）張宝果，四子三女
  - 長子济民（1894年—1989年，續弦王素月，二弟媳王素虹之妹）[20]
    - 兒子立人（1949年—）[21][22]
      - 兩子[21]

  - 次子厥祥（1900年—1965年，娶鼓浪嶼女子王素虹）[20]
    - 兒子陈克承（1963年娶黄淑治，香港慈善家黄允畋之女）
    - 女兒陈佩贞（1953年適胡赐明，新加坡醫生胡载坤之子）

  - 三子博爱（1907年—1944年），在印尼苏门答腊疗养院去世。
  - 四子博济，過繼叔父陳敬賢
  - 長女爱礼（適李光前，南益集团創始者兼华侨银行創辦人之一）[23]
    - 長子李成义（1920年—2016年，娶唐宝珅，中华民国首任国务总理唐绍仪第十二女，生四名子女[24]）
      - 1991年續弦张治华医生（印尼棉兰知名慈善家张尚树的孙女）[24]
      - 2016年去世時留下两名儿子、一名女儿和六名孙儿[24]

    - 次子李成智
    - 幼子李成伟（1930年—2015年，前华侨银行主席，2015年摔倒頭部致傷以85歲高齡離世）
    - 女兒李淑琼、李淑珍、李淑志

  - 次女丽好（来好，適林忠国，林义顺之子）[25]
  - 幼女爱英，过继给陈敬贤为嗣女，嫁秋恨水之子秋伯良
- 妾厦门人吴惜娘，三子三女
  - 六子元凯（1914？年—2006年，娶周明真，二嫂王素虹表妹）[26][20]
    - 女儿陈佩仪[26]

  - 七子元济（1916年—2018年），享年102歲，是陈嘉庚最后一名离世的儿子。[27]
    - 長女瑞芳[27]
    - 幼子君宝[28]（娶王理，Apex航材有限公司执行董事。陳氏2018年去世，享年56歲，遺下妻子與兩歲半女兒）

  - 幼子元翼（娶伊丽莎白叶，叶玉堆之女）[23]
  - 三女亚辉（爱蕙，適Poh Teng-kok）
    - 兒子傅树介（1930年—，娶Grace Poh[29]），排行第四；有一位哥哥、两位姐姐、一位弟弟和一位妹妹[30]

  - 五女亚妹（亚柿，1908年—1941年，適謝英偉）
  - 七女保治（宝治，適李田佑，李氏曾任道南学校（英语：Tao Nan School）校长）
    - 兒子李成基（Techrich-USA负责人）
    - 儿子李诚毅，居澳大利亚[31]
    - 儿子李诚勤，居美国[26]
      - 女儿李珍玲，延边大学科学技术学院英文老师[26]

    - 儿子（娶新加坡人）[26]
      - 儿子李明吉，居加拿大[26]
        - 儿子李汉儿，居加拿大[26]
- 妾厦门人叶却娘，一子三女
  - 五子国庆（1912年—？）
  - 四女来旺（秀滿，適槟榔屿温凯鸿）
    - 蓝丽蓉（1936年—），适新加坡律师蓝秉湖，婚后随夫姓。新加坡大学退休教授、2001年数学史凯尼斯·梅奖得主。[32][33]

  - 六女丽珠（1928年適馬六甲曾成保，曾江水之子）[23]
- 妾新加坡土生周氏女，一子
  - 八子国怀，由叶氏抚养长大

其他親戚：
- 胞弟陈敬賢（1889年—1936年，娶王碧莲）[34]
  - 兒子共存（1917年—2015年，炎方私人有限公司董事经理）[34][35]
    - 女兒静娴[35]

  - 嗣子博济
  - 嗣女爱英
- 堂弟陈六使（1897年—1972年），13个子女、超过50个内外孙[36][37]
  - 八子陈永新[37]
    - 女儿陈丽音[37]
      - 三个儿子[37]

### 书目
- . A.H.C Ward 等人编译. 新加坡: 新加坡大學出版社. 1994. ISBN 9971691787 （英语）.
- Yong Chin Fatt. . 美國: 牛津大學出版社. 1987年3月. ISBN 0195826787 （英语）.
- 陈嘉庚. . 香港: 草原出版社. 1979 （中文（香港））.
- 陈嘉庚. . 陈共存提供，李远哲作序，改编自1993年夏新加坡版本，收录了陈嘉庚胞弟陈敬贤的28封亲笔遗书. 厦门. 1993. 闽新出（92）内书（刊）第0040号 （中文（中国大陆））.
- 陈共存. 洪永宏 , 编. . 新加坡: 陈嘉庚国际学会、八方文化企業公司. 2003 （中文（香港））.
- 曾讲来 (编). . 厦门: 厦门大学出版社. 2007 （中文（中国大陆））.
- 傅子玖. . 石家庄: 花山文艺出版社. 1999 （中文（中国大陆））.
- 郑良. . 香港: 新潮出版社. 1952 （中文（香港））.
- Bonny Tan. . Singapore Infopedia. 新加坡国家图书馆. 1999-01-22  [2009-07-10]. （原始内容存档于2010-07-01） （英语）.
- C.F YONG. . 厦门: 集美大学出版社. 2008 （中文（中国大陆））.
- 陈少斌. . 厦门: 厦门市集美陈嘉庚研究会. 2002 （中文（中国大陆））.
- . 林斯丰主编. 厦门: 厦门大学出版社. 2007 （中文（中国大陆））.
- 關國煊：《陳嘉庚小傳》。載《傳記文學》34:6